# پیشینه پویانمایی در ایران

نخستین پویانمایی جهان بر ظرف سفالین کشف شده از شهر سوخته در سیستان قدمت: هزارهٔ سوم پیش از میلاد. محل نگهداری: تهران موزه ایران باستان

نمونه‌ای از طراحی پویانمایی بر روی سفال پیداشده در شهر سوخته در موزه ملی ایران

پویانمایی در ایران به‌طور مدرن از میانه سده ۲۰ میلادی آغاز گردید اما ریشه‌های آن را می‌توان در عصر برنز یافت. پیشینه پویانمایی در ایران را می‌توان به عصر برنز نسبت داد. ظرف سفالی کشف شده در شهر سوخته در سیستان متعلق به ۵٫۲۰۰ سال قبل گواهی بر این ادعاست، این ظرف سفالی شامل مجموعه‌ای از طراحی‌هاست که بزی را در حال پریدن بر روی درخت و خوردن برگ نشان می‌دهد. همچنین ظروف سفالی با تصاویر پیوسته را می‌توان در سراسر تاریخ ایران پس از اسلام نیز یافت. چنین طراحی‌هایی را می‌توان از نخستین نمونه‌های پیشگام در پیشینه پویانمایی دانست.

## تاریخ معاصر
هنر پویانمایی در دهه ۱۹۵۰ میلادی در ایران به صورت تجربی آغاز شده‌است. پویانمایی ایران مدیون تلاش‌های نورالدین زرین کلک، مؤسس کانون پرورش فکری کودکان و نوجوانان در تهران است که با مرتضی ممیز پدر گرافیک ایران و هنرمندان دیگری چون فرشید مثقالی، علی اکبر صادقی و آراپیک باغداساریان همکاری می‌کرد.
پویانمایی ایران امروزه توانسته جایگاهی بین‌المللی کسب کند. پویانمایی حفره ساخته وحید نصیریان و تولید شده توسط مرکز گسترش فیلم مستند و تجربی توانسته جایزه دوم ۱۹ امین جشنواره بین‌المللی فیلم اودینزه را در دانمارک، سال ۲۰۰۴ کسب کند.

### جشنواره بین‌المللی پویانمایی تهران
جشنواره بین‌المللی پویانمایی تهران شد و در فوریه ۱۹۹۹ تأسیس شده‌است. این جشنواره با هدف گرد هم آوردن انیماتورها و پویانمایی‌های ایرانی و خارجی به همراه نمایشگاهی برای نشان دادن ابعاد کمتر شناخته شده این نوع از سینما راه اندازی شده‌است. در سال ۱۹۹۹، ۸۹۶ فیلم از ایران و ۳۲ فیلم از کشورهای دیگر جهت شرکت در این جشنواره ثبت نام کردند که از این تعداد ۴۸۸ عنوان انتخاب شده و در طول ۴ روز به نمایش درآمدند. در طی این مراسم فئودور خیتروک (انیماتور شناخته شده روس) و اسفندیار احمدیه (پدر سینمای پویانمایی ایران) در این مراسم حضور داشتند.